# قنصور متوسط
قنصور متوسط (الاسم العلمي:Colutea media) هو نوع من النباتات يتبع جنس القنصور من الفصيلة البقولية.